# Fakultet zdravstvenih studija u Rijeci
Fakultet zdravstvenih studija u Rijeci osnovan je 2014. godine iako je prethodno radio u sklopu Medicinskog fakulteta u Rijeci. Fakultet nudi smjerove radiološke tehnologije, sestrinstva, primaljstva i fizioterapije kao preddiplomske studije dok diplomski smjerovi uključuju fizioterapiju, klinički nutricionizam i sestrinstvo. 
Sveučilište u Rijeci